# Santa Teresa (Pelayos)
Santa Teresa es una localidad española del municipio de Pelayos, perteneciente a la provincia de Salamanca, en la comunidad autónoma de Castilla y León.

## Demografía
En 2023, la entidad singular de población de Santa Teresa tenía empadronados 25 habitantes, todos ellos en el núcleo de población de ese nombre.